# Wu Tianming
 (août 2022).
Dans ce nom chinois, le nom de famille, Wu, précède le nom personnel.
Wu Tianming (chinois simplifié : 吴天明 ; chinois traditionnel : 吳天明 ; pinyin : Wú Tiānmíng), né le 19 octobre 1939 dans le Shanxi, et mort le 4 mars 2014, est un réalisateur et producteur de cinéma chinois.

## Biographie
Wu Tianming est le fils d'un responsable local du parti communiste chinois qui a été emprisonné pendant la révolution culturelle. Après une formation d'art dramatique, il devient acteur. Peu engagé à l'époque, il échappe aux persécutions  de la révolution culturelle puis commence sa carrière cinématographique comme coréalisateur de deux films avec Teng Wenji. Il réalise ensuite seul, La rivière sans balises. Directeur du studio de X’ian en 1984, il tourne plusieurs films dont Le Vieux puits dans lequel il donne sa chance à un jeune opérateur Zhang Yimou. Alors que ce dernier n'était pas un acteur professionnel  le film rafle le prix du meilleur acteur et de la meilleure réalisation au deuxième Festival international du film de Tokyo et propulse le cinéma chinois  sur la scène internationale. Sous sa direction, les studios de X'ian produisent les cinéastes de la " cinquième génération " comme Chen Kaige ou Zhang Yimou. Des films comme l'Affaire du canon noir ou Le Sorgho rouge, ours d'or à Berlin en 1988, sortiront de ces studios.
Menacé par la censure, il s’exile aux États-Unis où il demeure pendant huit ans. De retour en Chine en 1994, il tourne Le Roi des masques, primé dans de très nombreux festivals internationaux. Il travaille aussi pour la télévision en réalisant une série Visage noir en 1996 de 16 épisodes mettant en scène un personnage qui lutte contre la corruption. Quelques épisodes de cette série très populaire en Chine seront censurés. Il tourne en 2002 C.E.O. un film retraçant l'exceptionnelle aventure industrielle de l'entreprise Haier et de son PDG. Ce film retraçant le parcours d'un petit entrepreneur chinois qui réussit à faire en 15 ans de son entreprise l'un des leaders mondiaux de l'électroménager se termine par un appel au patriotisme économique et à la grandeur de la Chine. Beaucoup moins en nuances que ses œuvres précédentes, ce film est interprété par la critique internationale comme une concession au pouvoir en place.

## Filmographie
- 1979 : Le sanglot de la vie (生活的颤音, Shēnghuó de chànyīn) avec Teng Wenji
- 1980 : Une seule famille (亲缘, Qīn yuán) avec Teng Wenji
- 1984 : La Rivière sans balises (没有航标的河流, Méiyǒu hángbiāo dì héliú)
- 1984 : La Vie (人生, Rénshēng)
- 1987 : Le Vieux Puits (老井, Lǎo jǐng) d'après le roman de Zheng Yi.
- 1996 : Le Roi des masques (变脸, Biànliǎn)
- 1998 : Visage noir (Heilian), Téléfilm
- 1998 : Amour profond (非常爱情, Fēicháng àiqíng)
- 2002 : C.E.O. (非常爱情, Shǒuxí zhíxíng guān)
- 2013 : Song of the Phoenix (百鸟朝凤 , Bǎi niǎo cháo fèng)

## Prix
- 1988 : Coq d'or du meilleur réalisateur pour Le Vieux puits
- 1996 : Coq d'or du meilleur réalisateur pour Le Roi des masques

## Sources
- Portrait de Wu Tianming et analyses des films du réalisateur sur http://www.chinacinema.fr (dont CEO)
- Entretien avec Wu Tianming article du jeudi 20 décembre 2007 publié par Damien Paccellieri sur le site http://www.chinacinema.fr
- Conférence de presse au cours du festival international des cinémas d'Asie de Vesoul
- Hommage à Wu Tianming au festival international des cinémas d'Asie de Vesoul
- Rencontre avec Wu Tianming au Forum des images, à Paris  en janvier 2013